# فيلانيوفا دي قرطبة (قرطبة)
بلدية فيلانيوفا دي قرطبة (بالإسبانية: Villanueva de Córdoba)‏، هي إحدى بلديات مقاطعة قرطبة إحدى مقاطعات إسبانيا، و التي تقع في منطقة الأندلس جنوب إسبانيا.
يبلغ عدد سكانها 9.720 نسمة وفقاً لإحصائية سنة (2007).